# Vera Charles
Vera Katherine Charles (1877–1954) fue una micóloga estadounidense. Fue una de las primeras mujeres en ser nombrada para puestos profesionales dentro del Departamento de Agricultura de los Estados Unidos. Charles fue coautora de varios artículos sobre hongos mientras trabajaba para el USDA.

## Educación
Charles se graduó de Mount Holyoke College y recibió su doctorado de la Facultad de Agricultura y Ciencias de la Vida de la Universidad de Cornell en 1903. Mientras estaba en la escuela, estudió principalmente micología, pero también se centró en la patología vegetal. Después de graduarse, comenzó a trabajar para el USDA, donde trabajó durante muchos años en la Oficina de Colecciones Micológicas y sus sucesores.

## Carrera e investigación
Durante su carrera inicial como micóloga, Charles trabajó a menudo con Flora Wambaugh Patterson, la primera mujer micóloga en el Departamento de Agricultura de los Estados Unidos. Durante las décadas de 1910 y 1920, publicaron muchos artículos en coautoría. Estos documentos fueron muy apreciados por los contemporáneos de Charles y Patterson. Esta sociedad continuó hasta la muerte de Patterson en 1928.
Charles fue responsable de inspeccionar muchas plantas importadas antes de la Ley de Cuarentena de Plantas, promulgada en 1912. Al inspeccionar estas plantas en busca de signos de enfermedad, Charles y su laboratorio fueron los primeros en informar y categorizar la enfermedad de la verruga de la papa. Charles y Patterson se convirtieron en los principales responsables de la investigación de hongos con las Colecciones Patológicas después de la organización de Plant Disease Survey en 1917. Charles también realizó investigaciones y publicó artículos sobre los hongos patógenos a los que se enfrentan los insectos de América del Norte. Su conocimiento de los agáricos, específicamente la identificación de hongos comestibles y venenosos, significó que durante muchos años fuera la experta del gobierno. Su Some common mushrooms and how to know them, publicado en 1931 y revisado dos veces, todavía se encontraba entre las publicaciones más solicitadas del Departamento de Agricultura de EE. UU. a mediados de la década de 1950.
En 1931 publicó Introduction to Mushroom Hunting. Además, contribuyó con un capítulo a un libro de 1935 sobre carreras para mujeres. Su capítulo se tituló The Mycologist. Incluso después de jubilarse el 30 de junio de 1942, Charles colaboró con otros micólogos. Sin embargo, eventualmente la vista de Charles se debilitó hasta el punto de que ya no podía usar un microscopio, pero continuó escribiendo. Durante su carrera, fue autora o coautora de más de 37 libros y artículos científicos, además de ayudar a otros micólogos con descripciones de nuevas especies.

## Publicaciones seleccionadas
- Charles VK. "Occurrence of Lasiodiplodia on Theobroma cacao and Mangifera indica". The Journal of Mycology, Vol. 12, No. 4  (1906), páginas 145–146
- Charles VK. "A fungus on lace bugs" Mycologia, Vol. 29, No. 2  (1937), páginas 216–221
- Charles VK. "An entomogenous fungus on spider mites on water Hyacinth" Mycologia, Vol. 32, No. 4  (1940), páginas 537–540
- Charles VK. "A fungous disease of codling moth larvae" Mycologia, Vol. 33, No. 4  (1941), páginas 344–349
- Charles VK. "Mushroom poisoning caused by Lactaria glaucescens" Mycologia, Vol. 34, No. 1  (1942), páginas 112–113
- Charles VK. "Some common mushrooms and how to know them. United States Department of Agriculture, no. 143 Washington, D.C. (1946) doi 10.5962/bhl.title.27597

La abreviatura de autora estándar Charles se usa para indicar a esta persona como la autora cuando se cita un nombre botánico.